# Wirdiwo
Wirdiwo (ou Ouirdiho) est une localité du Cameroun située dans l'arrondissement de Dargala, le département du Diamaré et la région de l’Extrême-Nord. Elle fait partie du lawanat de Kahéo.

## Population
On distingue parfois Wirdiwo Hodandé, Wirdiwo Hodango et Wirdiwo Mango.
En 1975, Wirdiwo Hodandé comptait 67 habitants, des Peuls ; Wirdiwo Hodango en comptait 69 (58 Peuls et 11 Massa) et Wirdiwo Mango, 188 Peuls.
Lors du recensement de 2005, on a dénombré 219 personnes à Wirdiwo Hodandé, 134 à Wirdiwo Hodango et 424 à Wirdiwo Mango.